# Can Sentmenat
Can Fàbregas, Ca l'Hospital o Can Sentmenat, és una casa protegida com a bé cultural d'interès local del municipi d'Esplugues de Llobregat (Baix Llobregat). Hi ha diverses escultures de marbre d'Eulàlia Fàbregas de Sentmenat. Al jardí les escultures són: Despertar, Eva, Joventut, Diana, Maternitat, Ballarines, Sense nom II i Deessa mediterrània. A l'interior hi ha Sense nom I. En la mateixa finca es conserva un molí de vent del segle xix. És una construcció de planta semicircular flanquejada per torres, també de perfil circular. De la construcció original només es conserva el basament de carreus de pedra irregulars units amb molt de morter i la porta amb un arc escarser de maó.

## Arquitectura
És una casa pairal de planta quadrada amb coberta a quatre aigües. La façana és simètrica, estructurada segons les línies clàssiques de les cases pairals. A la planta baixa hi ha l'eix de la façana, on s'obre el portal principal, rectangular, amb la llinda datada l'any 1731 (data d'ampliació de la casa) i flanquejat per dues finestres. A la planta noble i paral·lel al portal hi ha un balcó de llosa i una gran finestra a cada costat. A totes les finestres hi ha marc de pedra. Les golfes comuniquen a l'exterior per tres petits arcs de mig punt, situats a l'eix central de la façana. No hi ha marc de pedra.
Tota la façana està estucada en beix. Ha estat ampliada amb successius cossos laterals. S'hi conserva un celler medieval amb volta, arcs escarsers i mènsules de maó. Els murs estan estucats en blanc.

## Història
Va ser construïda al segle xv i dedicada al conreu de vinyes, amb uns amplis cellers. La casa és coneguda també per Ca l'Hospital, perquè havia estat propietat de l'Hospital de la Santa Creu de Barcelona per un llegat del segle xvii. Al segle xix la finca va ser confiscada en temps de les
desamortitzacions endegades pels governs liberals, i adquirida per la família Fàbregas. Entre el 1939 i 1992 hi va residir l'escultora Eulàlia Fàbregas de Sentmenat que la va restaurar deixant-hi diferents escultures a més d'una notable col·lecció de béns mobles.
La portalada d'accés, amb una porta de ferro i un mur de tanca, és atribuïda a Josep Puig i Cadafalch.
El molí va ser construït pel primer propietari de la família Fàbregas. Donada la precarietat del material, l'edifici aviat començà a deteriora-se i la següent generació abandonà l'ús del molí. A principis dels vuitanta, però, s'hi feren obres de recuperació adequant-lo com a habitatge.
L'any 2000 es van requalificar els terreny agraris i s'hi van construir blocs de pisos aïllats. Una part del jardí privat ha passat a ser públic.